# Signe Iversen
Signe Iversen (* 22. Dezember 1956 in Nesseby) ist eine norwegisch-samische Autorin.

## Leben und Werk
Iversens bekanntestes Buch, das Kinderbuch Mánugánda ja Heike (dt. Der Mondjunge und Heike), kam 2011 auf Nordsamisch heraus und wurde 2013 auf Bokmål übersetzt (Månegutten og Heike). Iversen hatte das Buch ursprünglich für ihre Tochter Agnete Saba geschrieben, weil sie nur wenige Kinderbücher in ihrer Muttersprache Nordsamisch zu Hause hatten. Als Agnete das Buch in ihrer Grundschulklasse vorstellte, kontaktierte ihre Lehrerin Iversen und schlug vor, das Buch zu veröffentlichen.
Im selben Jahr wurde sie – gemeinsam mit der Illustratorin Sissel Horndal – als Vertreterin des samischen Sprachraums für den Literaturpreis des Nordischen Rates in der Kategorie Kinder- und Jugendliteratur nominiert. Karen Anne Buljo vom samischen Autorenverband benennt die Fähigkeit der Geschichte, von allen Kindern unabhängig ihres kulturellen Hintergrunds verstanden werden zu können, als einen der Gründe für die Nominierung.
Signe Iversen arbeitet bei einem samischen Sprachcenter (benannt nach Isak Saba) als Sprachberaterin. Sie hat auch lokalhistorische Sachtexte geschrieben, darunter das Buch Tyskálaččat eai máhte sámegiela goittot (nordsamisch, dt. Die Deutschen können sowieso kein Samisch) über die deutsche Besetzung der östlichen Finnmark während der Operation Weserübung 1940.
Iversen ist eine Großnichte von Isak Saba, dem ersten Samen im Stortinget und Verfasser der offiziellen Hymne der Sami Sámi soga lávlla.

## Veröffentlichungen (Auswahl)
- Tyskálaččat eai máhte sámegiela goittot Vuonnabahta, Isak Saba guovddáš 2006, ISBN 829972421X (nordsamisch)
- „Saba Petter Johansen Saba“ in: Varanger årbok 2007, S. 96–98 (norwegisch)
- Mánugánda ja Heike Indre Billefjord, Iđut 2011 ISBN 9788276011982 (nordsamisch)
- Månegutten og Heike übers. v. Laila Stien und Mikkel A. Gaup. Indre Billefjord, Iđut, 2013 ISBN 9788276012279 (norwegisch)
- Mánugánda ja Heike deaivvadeaba fas Indre Billefjord, Iđut 2016 ISBN 9788276012361 (nordsamisch)
- „Isak Saba (1875–1921), en foregangsmann for samefolket“ in: Varanger årbok 2017, S. 91–99 (norwegisch)